# Cheumatopsyche naumanni
Cheumatopsyche naumanni là một loài Trichoptera trong họ Hydropsychidae. Chúng phân bố ở vùng Indomalaya.